# Мулова жаба плямиста
Мулова жаба плямиста (Pelodytes punctatus) — вид земноводних з роду мулова жаба родини мулових жаб.

## Опис
Загальна довжина досягає 3,5—4,5 см. Спостерігається статевий диморфізм: самиця більша за самця. Голова помірного розміру. Морда трохи пласка. Очі з вертикальними зіницями. Сошникові зуби розташовані між передніми рядами хоани. У самців є горлові резонатори. Тулуб доволі стрункий. Задні лапи короткі. П'яточний бугор невеликий, має округлу форму. Плавальні перетинки не зовсім розвинені. Шкіра наділена отруйними залозами. Самці мають на пальцям та грудях шлюбні мозолі.
Забарвлення шкіри коливається від оливково-зеленого до світло-коричневого кольору, по якому проходять світлі плямочки та темні цяточки. Звідси походить назва цією амфібії. Резонатори у самців пурпурно—синього забарвлення. Черево має білий або бежевий колір.

## Спосіб життя
Полюбляє лісову місцину, піщані та галькові ґрунти, чагарники, сільськогосподарські угіддя, садиби, нагір'я. Зустрічається на висоті до 1600 м над рівнем моря. Активна вночі. Живиться комахами, павуками, хробаками. У жовтні—листопаді впадає у сплячку, яка триває в залежності від місцини до лютого або березня.
Статева зрілість настає у 3 роки. Відрізняється дуже розтягнутим періодом розмноження: відбувається навесні та восени. Самиця за 1 раз відкладає у воду 40—300 яєць, загалом за рік нею відкладається 1000–1600 яєць. Через 3—19 діб з'являються пуголовки. Метаморфоз триває від 4 до 8 місяців (чим повніше, тим довше).
Тривалість життя становить 15 років.

## Розповсюдження
Мешкає у Франції, північно—східної Італії, західній Португалії та центральній, північно—східній Іспанії.